# Tour de France 1979
Il Tour de France 1979, sessantaseiesima edizione della corsa, si svolse tra il 27 giugno e il 23 luglio 1979 su un percorso di 3 720,4 km ripartiti in un prologo e ventiquattro tappe. 
Fu vinto per la seconda volta consecutiva dal passista-cronoman, scalatore e finisseur francese Bernard Hinault (al secondo podio nella Grande Boucle, coincidente quindi con due vittorie).
Si trattò della trentunesima edizione della Grande Boucle vinta da un corridore di casa.
Il fuoriclasse bretone concluse le sue fatiche sulle strade del Tour con il tempo di 103h,6'50". 
Al secondo posto della classifica generale si piazzò il passista-finisseur olandese Joop Zoetemelk (per la quinta volta sulla piazza d'onore del podio del Tour), con 13 minuti, di cui dieci inflitti a causa di una squalifica per doping.
Lo scalatore portoghese Joaquim Agostinho (al secondo ed ultimo podio nella corsa a tappe francese) terminò nella terza posizione della graduatoria generale, come l'anno precedente.
Il podio finale fu, quindi, del tutto identico in quanto a composizione rispetto a quello della precedente edizione, con gli stessi corridori nelle medesime posizioni.

## Tappe
| Tappa  | Data      | Percorso                                       | km      | Vincitore di tappa        | Leader cl. generale  |
| ------ | --------- | ---------------------------------------------- | ------- | ------------------------- | -------------------- |
| Prol.  | 27 giugno | Fleurance (cron. individuale)                  | 5       | Gerrie Knetemann          | Gerrie Knetemann     |
| 1ª     | 28 giugno | Fleurance > Luchon                             | 225     | René Bittinger            | Jean-René Bernaudeau |
| 2ª     | 29 giugno | Luchon > Superbagnères (cron. individuale)     | 23,9    | Bernard Hinault           | Bernard Hinault      |
| 3ª     | 30 giugno | Luchon > Pau                                   | 180,5   | Bernard Hinault           | Bernard Hinault      |
| 4ª     | 1º luglio | Captieux > Bordeaux (cron. a squadre)          | 86,6    | TI-Raleigh                | Bernard Hinault      |
| 5ª     | 2 luglio  | Neuville-de-Poitou > Angers                    | 145,5   | Jan Raas                  | Bernard Hinault      |
| 6ª     | 3 luglio  | Angers > Saint-Brieuc                          | 238,5   | Jos Jacobs                | Bernard Hinault      |
| 7ª     | 4 luglio  | Saint-Hilaire-du-Harcouët > Deauville          | 158,2   | Leo van Vliet             | Bernard Hinault      |
| 8ª     | 5 luglio  | Deauville > Le Havre (cron. a squadre)         | 90,2    | TI-Raleigh                | Bernard Hinault      |
| 9ª     | 6 luglio  | Amiens > Roubaix                               | 201,2   | Ludo Delcroix             | Joop Zoetemelk       |
| 10ª    | 7 luglio  | Roubaix > Bruxelles (BEL)                      | 124     | Jo Maas                   | Joop Zoetemelk       |
| 11ª    | 8 luglio  | Bruxelles (BEL) (cron. individuale)            | 33,4    | Bernard Hinault           | Joop Zoetemelk       |
| 12ª    | 9 luglio  | Rochefort (BEL) > Metz                         | 193     | Christian Seznec          | Joop Zoetemelk       |
| 13ª    | 10 luglio | Metz > Ballon d'Alsace                         | 202     | Pierre-Raymond Villemiane | Joop Zoetemelk       |
|        | 11 luglio | giorno di riposo                               |         |                           |                      |
| 14ª    | 12 luglio | Belfort > Évian                                | 248,2   | Marc Demeyer              | Joop Zoetemelk       |
| 15ª    | 13 luglio | Évian > Morzine-Avoriaz (cron. individuale)    | 54,2    | Bernard Hinault           | Bernard Hinault      |
| 16ª    | 14 luglio | Morzine > Les Menuires                         | 201,3   | Lucien Van Impe           | Bernard Hinault      |
| 17ª    | 15 luglio | Moûtiers > Alpe d'Huez                         | 166,5   | Joaquim Agostinho         | Bernard Hinault      |
| 18ª    | 16 luglio | Alpe d'Huez > Alpe d'Huez                      | 118,5   | Joop Zoetemelk            | Bernard Hinault      |
| 19ª    | 17 luglio | Le Bourg-d'Oisans > Saint-Priest               | 162     | Dietrich Thurau           | Bernard Hinault      |
| 20ª    | 18 luglio | Saint-Priest > Digione                         | 239,6   | Serge Parsani             | Bernard Hinault      |
| 21ª    | 19 luglio | Digione > Digione (cron. individuale)          | 48,8    | Bernard Hinault           | Bernard Hinault      |
| 22ª    | 20 luglio | Digione > Auxerre                              | 189     | Gerrie Knetemann          | Bernard Hinault      |
| 23ª    | 21 luglio | Auxerre > Nogent-sur-Marne                     | 205     | Bernard Hinault           | Bernard Hinault      |
| 24ª    | 22 luglio | Le Perreux-sur-Marne > Parigi (Champs-Élysées) | 180,3   | Bernard Hinault           | Bernard Hinault      |
| Totale | Totale    | Totale                                         | 3 720,4 |                           |                      |

## Squadre partecipanti
| N.    | Cod. | Squadra                    |
| ----- | ---- | -------------------------- |
| 1-10  | REN  | Renault-Gitane             |
| 11-20 | MIK  | Miko-Mercier-Vivagel       |
| 21-30 | FLA  | Flandria-Ça va seul-Sunair |
| 31-40 | RAL  | TI-Raleigh                 |
| 41-50 | KAS  | KAS-Campagnolo             |
| 51-60 | RED  | La Redoute-Motobécane      |
| 61-70 | PEU  | Peugeot-Esso-Michelin      |
| 71-80 | TEK  | Teka                       |

| N.      | Cod. | Squadra               |
| ------- | ---- | --------------------- |
| 81-90   | FIA  | Fiat                  |
| 91-100  | IJS  | Ijsboerke-Warncke Eis |
| 101-110 | SPL  | Splendor-Euro Soap    |
| 111-120 | BIA  | Bianchi-Faema         |
| 121-130 | DAF  | DAF Trucks-Aida       |
| 131-140 | INO  | Inoxpran              |
| 141-150 | MAG  | Magniflex-Famcucine   |

## Resoconto degli eventi
Al Tour de France 1979 parteciparono 150 corridori, 89 dei quali giunsero al traguardo conclusivo di Parigi. Le squadre partecipanti erano 5 francesi, 5 belghe, 3 italiane, 1 spagnola, 1 olandese. I corridori partecipanti erano 52 francesi, 38 belgi, 23 italiani, 12 spagnoli, 11 olandesi, 2 svedesi, 2 danesi, 2 tedeschi, 2 svizzeri, 1 lussemburghese, 1 britannico, 1 portoghese, 1 irlandese, 1 neozelandese, 1 austriaco, 1 norvegese. 
Bernard Hinault, in questo Tour, fu leader della classifica generale al termine di diciassette frazioni sulle venticinque previste. Prese la maglia gialla al termine della terza frazione, per poi perderla nella tappa conclusasi a Roubaix (decima frazione), a favore di Joop Zoetemelk. Riconquistò il simbolo del primato ad una settimana dal termine de Tour, portandola fino a Parigi; vinse pure la tappa conclusiva in una impressionante prova di potenza sugli Champs-Élysées, luogo solitamente di conquista dei velocisti.
In questa edizione Hinault fu anche il corridore che si aggiudicò più tappe, sette volte sulle venticinque totali (considerando come unità anche il cronoprologo).

## Classifiche finali

### Classifica generale - Maglia gialla
| Pos. | Corridore            | Squadra        | Tempo      |
| ---- | -------------------- | -------------- | ---------- |
| 1    | Bernard Hinault      | Renault-Gitane | 103h06'50" |
| 2    | Joop Zoetemelk       | Miko-Mercier   | a 13'07"   |
| 3    | Joaquim Agostinho    | Flandria       | a 26'53"   |
| 4    | Hennie Kuiper        | Peugeot-Esso   | a 28'02"   |
| 5    | Jean-René Bernaudeau | Renault-Gitane | a 32'43"   |
| 6    | Giovanni Battaglin   | Inoxpran       | a 38'12"   |
| 7    | Jo Maas              | DAF Trucks     | a 38'39"   |
| 8    | Paul Wellens         | TI-Raleigh     | a 39'06"   |
| 9    | Claude Criquielion   | KAS            | a 40'38"   |
| 10   | Dietrich Thurau      | Ijsboerke      | a 44'35"   |

### Classifica a punti - Maglia verde
| Pos. | Corridore       | Squadra        | Punti |
| ---- | --------------- | -------------- | ----- |
| 1    | Bernard Hinault | Renault-Gitane | 253   |
| 2    | Dietrich Thurau | Ijsboerke      | 157   |
| 3    | Joop Zoetemelk  | Miko-Mercier   | 137   |
| 4    | Marc Demeyer    | Flandria       | 104   |
| 5    | Hennie Kuiper   | Peugeot-Esso   | 79    |

### Classifica scalatori - Maglia a pois
| Pos. | Corridore          | Squadra        | Punti |
| ---- | ------------------ | -------------- | ----- |
| 1    | Giovanni Battaglin | Inoxpran       | 239   |
| 2    | Bernard Hinault    | Renault-Gitane | 196   |
| 3    | Mariano Martínez   | La Redoute     | 158   |
| 4    | Joop Zoetemelk     | Miko-Mercier   | 141   |
| 5    | Lucien Van Impe    | KAS            | 118   |

### Classifica giovani - Maglia bianca
| Pos. | Corridore            | Squadra        | Tempo      |
| ---- | -------------------- | -------------- | ---------- |
| 1    | Jean-René Bernaudeau | Renault-Gitane | 103h39'33" |
| 2    | Claude Criquielion   | KAS            | a 7'55"    |
| 3    | Johan van der Velde  | TI-Raleigh     | a 26'30"   |
| 4    | Eddy Schepers        | DAF Trucks     | a 27'08"   |
| 5    | René Martens         | Flandria       | a 34'08"   |

### Classifica sprint
| Pos. | Corridore             | Squadra        | Punti |
| ---- | --------------------- | -------------- | ----- |
| 1    | Willy Teirlinck       | KAS            | 93    |
| 2    | P.-Raymond Villemiane | Renault-Gitane | 82    |
| 3    | Bernard Hinault       | Renault-Gitane | 53    |
| 4    | Dietrich Thurau       | Ijsboerke      | 31    |
| 5    | Hennie Kuiper         | Peugeot-Esso   | 30    |

### Classifica a squadre
| Pos. | Squadra                    | Tempo    |
| ---- | -------------------------- | -------- |
| 1    | Renault-Gitane             |          |
| 2    | Flandria-Ça va seul-Sunair | a 10'29" |
| 3    | TI-Raleigh                 | a 15'22" |
| 4    | Miko-Mercier-Vivagel       |          |
| 5    | Ijsboerke-Warncke Eis      |          |

### Classifica a squadre a punti
| Pos. | Squadra                    | Punti |
| ---- | -------------------------- | ----- |
| 1    | Renault-Gitane             | 1008  |
| 2    | Ijsboerke-Warncke Eis      | 1057  |
| 3    | TI-Raleigh                 | 1165  |
| 4    | Miko-Mercier-Vivagel       | 1353  |
| 5    | Flandria-Ça va seul-Sunair | 1407  |